# Водещият 2: Легендата продължава
„Водещият 2: Легендата продължава“ (на английски: Anchorman 2: The Legend Continues) е американски сатиричен комедиен филм от 2013 г. и е продължение на „Водещият“ (2004), режисьор е Адам МакКей, продуциран от Джъд Апатоу, сценаристи са МакКей и Уил Феръл, и участват Феръл, Стийв Карел, Пол Ръд, Дейвид Коехнер и Кристина Апългейт, които повтарят съответните си роли в първия филм, а Харисън Форд, Кристен Уиг, Джеймс Марсдън, Меган Гуд и Дилън Бейкър се присъединяват в актьорския състав.
Разработката за филма започва през 2008 г., но „Парамаунт Пикчърс“ отхвърля предложеното продължение. Въпреки това, през март 2012 г., Феръл официално обявява филма в производство, и снимките започват през март 2013 г. За разлика от първия филм, филмът е разпространен от „Парамаунт Пикчърс“ вместо „Дриймуъркс Пикчърс“. „Легендата продължава“ е пуснат на 18 декември 2013 г. Генерално получава позитивни отзиви и печели 173 млн. щ.д. в световен мащаб при бюджет от 50 млн. щ.д.